# Yuanyang (Xinxiang)
Der Kreis Yuanyang (chinesisch 原阳县, Pinyin Yuányáng Xiàn) gehört zum Verwaltungsgebiet der bezirksfreien Stadt Xinxiang in der chinesischen Provinz Henan. Er hat eine Fläche von 1.319 km² und zählt 650.000 Einwohner (Stand: Ende 2018). Sein Hauptort ist die Großgemeinde Chengguan (城关镇).

## Administrative Gliederung
Auf Gemeindeebene setzt sich der Kreis aus drei Großgemeinden und vierzehn Gemeinden zusammen. 

## Persönlichkeiten
- Li Shulei (* 1964), chinesischer Politiker